# Odenwälder Sandstein

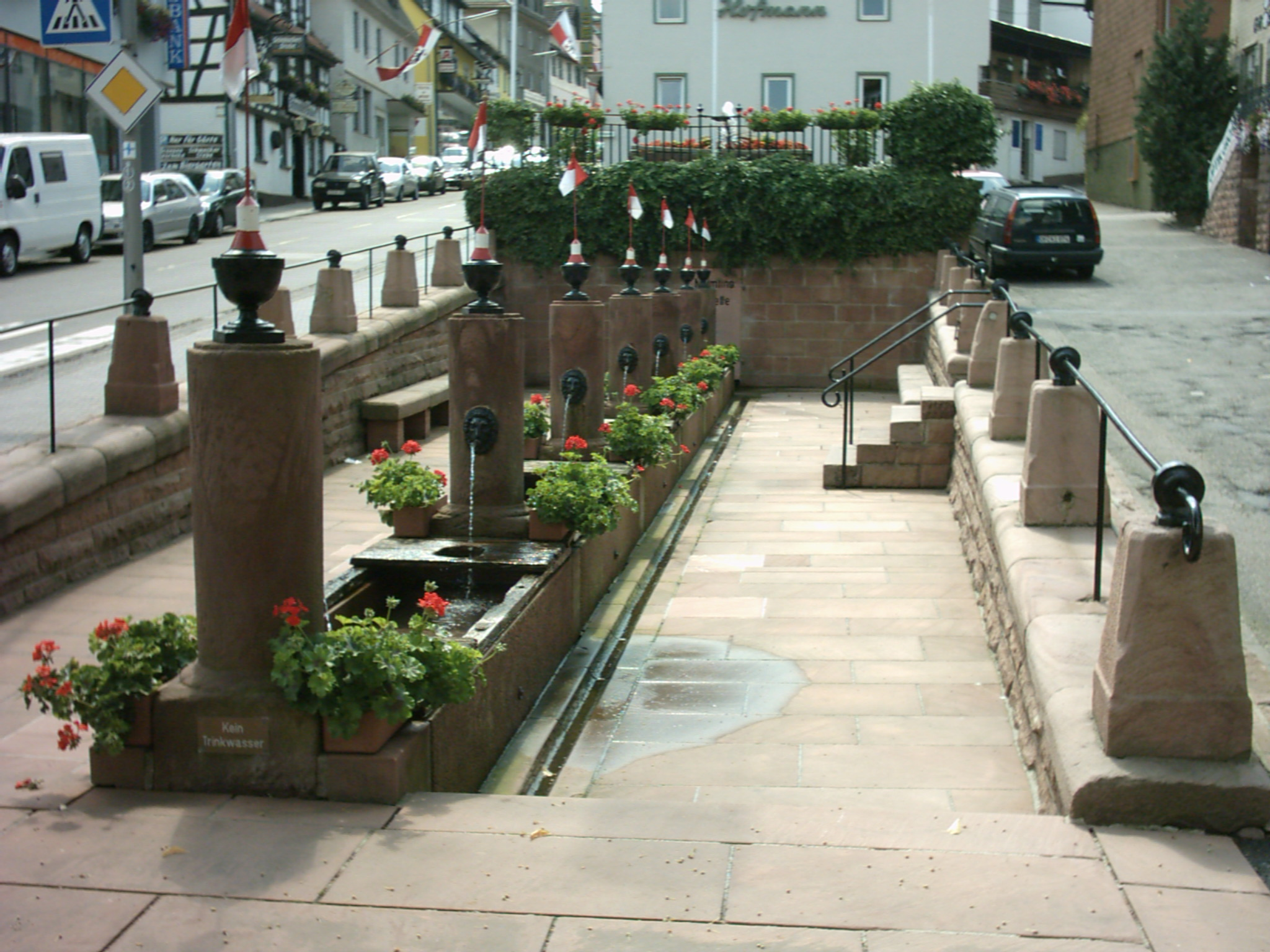
Mümlingquelle als Zwölf-Röhrenbrunnen (1810) in Beerfelden aus Odenwälder Sandstein

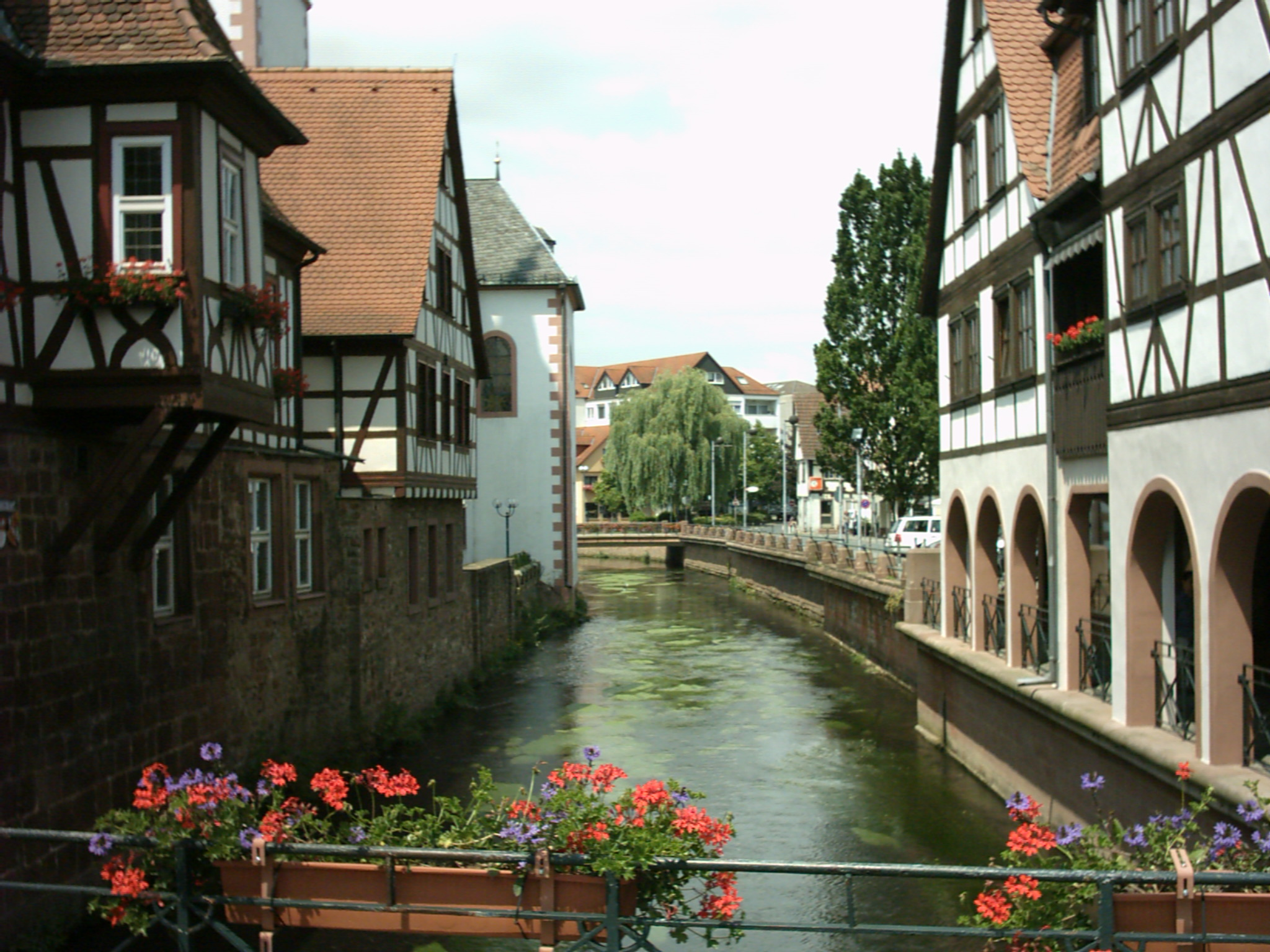
Fluss-Uferbauung der Mümling und Teile von Hausfassaden in Erbach i.Odw. aus Odenwälder Sandstein

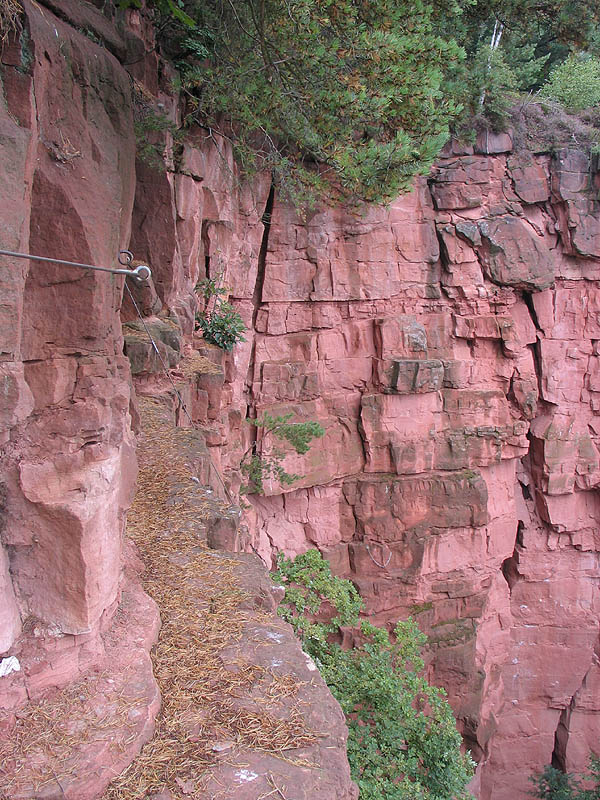
Aufgelassener Steinbruch des Odenwälder Sandsteins bei Hainstadt, der heute (2010) als Klettersteig genutzt wird.

Der Odenwälder Sandstein, auch Odenwälder Buntsandstein genannt, ist das Hauptgestein des Buntsandstein-Odenwaldes in Hessen. Es handelt sich um einen schwach- bis blassroten Sandstein des Unteren Buntsandsteins.

## Geologie
Das östlich und südöstliche Gebiet des Odenwald besteht wesentlich aus Sand-, Schluff- und Tonsteinen, die etwa vor 250 Millionen Jahren im Unteren Buntsandstein in einer Fluss- und Seenlandschaft abgelagert wurden. Damals herrschte ein trockenes Klima mit großen Flusssystemen vor, die Gesteinsschutt transportierten aber auch immer wieder trocken fielen. Dabei entstand ein Sedimentationsbecken, in dem sich Sand ablagerte und sich im Laufe der Zeit zu Sandstein verdichtete und verkittete.
Der rote Odenwälder Buntsandstein ist vor ungefähr 215 bis 225 Millionen Jahren während des Trias abgelagert worden. Der Buntsandstein gliedert sich in den unteren (älteren), den mittleren und den oberen (jüngeren) Buntsandstein. Der Mittlere Buntsandstein bildete sich aus Sand, Kies Geröll unter sehr trockenen, wüstenhaften Bedingungen und wurde durch darüber abgelagerte Schichten durch Druck verfestigt. Die Schichten des oberen Buntsandsteins wurden in flachen Meeresbecken abgelagert, die ab und zu auch wieder trockenfielen. Breitere Talmulden und sanftere Hügel findet man da, wo der weichere oberen Sandstein ansteht. Der mittlere Buntsandstein hingegen ist stärker verkieselt und härter. Die Hänge sind steiler und die Bäche haben sich tiefer eingegraben. In den vielen Millionen Jahren während und nach der Bildung des Buntsandsteins lag das Gebiet immer wieder unter oder über dem Meeresspiegel. Es wurden weitere Gesteinsschichten, die des Muschelkalks, des Keupers  und des Juras abgelagert. Durch die Anhebung von Schwarzwald, Vogesen, Odenwald und Pfälzer Wald und der Bildung des Oberrheingrabens wurden die am meisten angehobenen Gesteinsschichten auch verstärkt abgetragen. Im westlichen Odenwald sind alle Schichten bis auf das kristalline Grundgestein verschwunden. Im östlichen Odenwald blieben die Schichten des Buntsandsteins erhalten. Weiter im Osten und Südosten sind die Schichten des Muschelkalks noch nicht abgetragen und der Buntsandstein taucht unter den Muschelkalk ab. Landschaftsprägend im südlichen Teil des Buntsandstein-Odenwald ist das Neckartal, das den Kleinen Odenwald  vom übrigen Odenwald abtrennt. Der Neckar hat sich hier tief in das sich heraushebende Gebirge des Buntsandstein-Odenwalds eingegraben.

## Mineralbestand
Die Komponenten des Odenwälder Buntsandsteins sind: 56 Prozent Quarz, 26 Prozent Gesteinsbruchstücke, 15 Prozent Feldspat, 3 Prozent opake Minerale und weniger als 1 Prozent Akzessorien. Das Bindemittel ist hauptsächlich kieselig (Kieselsäure) und teilweise tonig-ferritisch (Ton-Eisen). Es ist ein feldspatführender feinsandiger Sandstein mit zahlreichen Gesteinstrümmern. Der Odenwälder Sandstein ist schwachrot bis blassrot; kann weiße oder rötlichbraune kreisrunde Flecken im Millimeterbereich bis zu maximal einem Zentimeter aufweisen. Diese Stellen weisen wenig Bindemittel auf und verwittern leicht aus.

## Vorkommen und Verwendung
Das Vorkommen des Odenwälder Buntsandsteins befindet sich im Geo-Naturpark Bergstraße-Odenwald in Hessen zwischen Falkengesäß und Finkenbach südlich von Beerfelden. Weitere Gewinnungsstellen befinden sich bei Hebstahl im Sensbachtal und bei Grasellenbach an der Bergstraße in Hessen.
Verwendet wird dieser Sandstein für Massivbauten, Treppen- und Bodenplatten, Fenster- und Türumrahmungen, Denkmale und in der Steinbildhauerei. Verbaut wurde er als Taufbecken der katholischen Kirche und als Zwölf-Röhrenbrunnen in Beerfelden wie auch an der Kriegerdenkmal-Anlage zwischen Finkenbach und Beerfelden.

## Ähnliche Gesteine
Neckartäler Sandstein, Roter Mainsandstein wie auch die Schwarzwälder Buntsandsteine sind praktisch ohne gesteinskundliche Untersuchungen nicht vom Odenwälder Buntsandstein zu unterscheiden.